# FTR
FTR (También estilizado como #FTR) es un tag team de lucha libre profesional que compiten actualmente para la promoción All Elite Wrestling (AEW) conformado por Dax Harwood y Cash Wheeler. Son mejor conocidos por su paso por la WWE como The Revival, bajo los nombres de Dash Wilder y Scott Dawson, respectivamente. 
Dentro de sus logros se destacan el ser una vez Campeones Mundiales en Parejas de AAA, una vez Campeones Mundiales en Parejas de Ring of Honor y una vez Campeones en Parejas de la IWGP. También destacan por haber tenido dos reinados como Campeones Mundiales en Parejas de AEW, dos reinados como Campeones en Parejas de NXT, dos reinados como Campeones en Parejas de Raw, uno como Campeones en Parejas de SmackDown, el ganar estos últimos tres títulos los convirtió en los primeros Campeones Triple Corona en Parejas de WWE. También tienen un reinado como Co-Campeones 24/7 de la WWE.

## Historia

### WWE (2014-2020)

#### NXT Wrestling (2014-2017)
En 2014, luego del regreso de su lesión, Scott Dawson hizo equipo con el debutante Dash Wilder para luchar en live events bajo el nombre de The Mechanics. Hicieron su debut el 17 de julio de 2014 en un episodio de NXT, perdiendo ante Bull Dempsey y Mojo Rawley. Ambos realizaron apariciones en televisión por 2014, perdiendo ante Enzo Amore y Colin Cassady el 23 de octubre en NXT, aunque aun así continuaron compitiendo en house shows.
El equipo resurgió y consiguieron su primera victoria televisiva el 29 de julio de 2015 en NXT, derrotando a Enzo Amore y Colin Cassady. Se integraron en un ángulo de un combate de un 8-man tag-team match para NXT TakeOver: Brooklyn. En NXT TakeOver: Respect, The Mechanics fueron derrotados en las semifinales del Dusty Rhodes Tag Team Classic por los eventuales ganadores Finn Bàlor y Samoa Joe. El 21 de octubre en NXT, el equipo cambió de nombre a Dash & Dawson. El 28 de octubre en NXT, Dash y Dawson atacaron a Enzo & Cass después de su lucha. Luego lograron una victoria ante los Campeones en Parejas, ganando una oportunidad titular el 11 de noviembre en NXT. Derrotaron a The Vaudevillains, ganando los Campeonatos en Parejas de la NXT por primera vez. En NXT TakeOver: London, derrotaron a Enzo & Cass reteniendo los títulos.

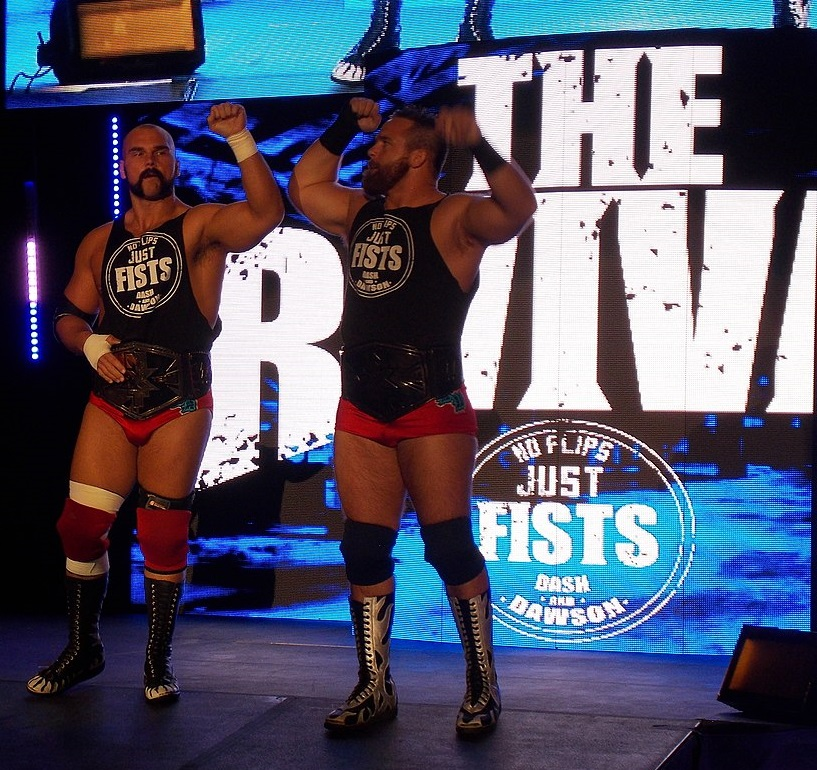
Scott Dawson (izquierda) y Dash Wilder (derecha), como Campeones en Pareja de NXT en 2016.

A principios de 2016, Dash y Dawson comenzaron a competir bajo el nombre de The Revival. El 23 de febrero de 2016, The Revival atacó a Enzo Amore en las afueras del WWE Performance Center, continuando su rivalidad. En Roadblock, derrotaron nuevamente a Enzo & Cass, reteniendo los títulos, finalizando así su rivalidad. Tras esto, comenzaron una nueva rivalidad con American Alpha (Jason Jordan y Chad Gable). En NXT TakeOver: Dallas, fueron derrotados por American Alpha, perdiendo los títulos.
En NXT TakeOver: The End, derrotaron a American Alpha, ganando nuevamente los títulos. Tras las siguientes semanas, comenzaron una dura rivalidad con Johnny Gargano y Tommaso Ciampa. En NXT TakeOver: Brooklyn II, derrotaron a Gargano y Ciampa, reteniendo los títulos. Posteriormente, The Revival participaría en el Dusty Rhodes Tag Team Classic donde clasificaron al derrotar a Cedric Alexander y Andrade "Cien" Almas. Antes de enfrentar a #DIY, se anunció que Dawson estaba lesionado por lo que The Revival tuvo que dejar el torneo. Nuevamente continuaron los ataques entre ambos equipos a tal punto de que en NXT TakeOver: Toronto, The Revival y #DIY (Gargano y Ciampa) se enfrentarían en un 2-out-of-3 Falls Match. En NXT TakeOver: Toronto, fueron derrotados por #DIY, perdiendo los campeonatos.
El 11 de enero en NXT, fueron derrotados por #DIY, perdiendo la revancha por los títulos. Después de la lucha, tanto #DIY como The Revival fueron atacados por The Authors of Pain (Akam y Rezar). El 18 de enero en NXT, fueron derrotados por TM-61 (Nick Miller y Shane Thorne). Después de la lucha, The Revival atacó a TM-61 donde lesionaron a Thorne.
El 8 de febrero, derrotaron a Heavy Machinery (Otis Dozovic y Tucker Knight). Después de la lucha, comenzaron a hablar mal de #DIY y de The Authors of Pain, para luego atacar a estos últimos. El 15 de febrero en NXT, salieron para atacar a #DIY después de que éstos confrontaran a The Authors of Pain, comenzando una rivalidad entre los tres equipos. El 1 de marzo en NXT, atacaron a #DIY y a The Authors of Pain mientras éstos tenían una lucha donde los campeonatos estaban en juego.
El 15 de marzo en NXT, salieron para confrontar a #DIY y a The Authors of Pain pero William Regal anunció que en NXT TakeOver: Orlando, los tres equipos lucharían en un Triple Threat Elimination Match por los campeonatos. El 29 de marzo en NXT, Dash derrotó a Johnny Gargano y a Akam.
En NXT TakeOver: Orlando, The Revival fue derrotado por The Authors of Pain; siendo esta, su última lucha en NXT.

#### Raw (2017-2019)
El 3 de abril en Raw, hicieron su debut donde aceptaron el reto de The New Day. Esa misma noche, derrotaron a estos últimos. Después de la lucha, atacaron a The New Day donde provocaron una lesión en el tobillo a Kofi Kingston. El 10 de abril volvieron a derrotar a The New Day. Tras esto, The Revival no apareció en Raw debido a una lesión de Dash.
Durante junio en Raw, tuvieron algunas apariciones donde se los involucró con los ataques misteriosos hacia Enzo Amore y siendo acusados por Big Cass. El 19 de junio en Raw, Kurt Angle reunió a Enzo, Cass y a los sospechosos del ataque (The Revival y Big Show) para resolver el asunto. Al final, The Revival fue liberado de toda culpa.
El 10 de julio en Raw, reaparecieron atacando a The Hardy Boyz. En el episodio de Raw del 24 de julio, The Revival derrotó a Luke Gallows y Karl Anderson. Sin embargo, durante un evento en vivo, Dawson sufrió una lesión en el bíceps que le obligará a permanecer fuera de las escenas durante un tiempo indeterminado. En el episodio de Raw del 18 de diciembre, The Revival volvió a la acción derrotando a Heath Slater y Rhyno. El 27 de diciembre en Main Event, The Revival derrotó a Apollo Crews y Titus O'Neil. En el episodio de Raw del 15 de enero de 2018, The Revival derrotaron fácilmente a Aarón Solow y a Ricky Starks, dos jobbers locales. En el episodio especial de Raw 25° aniversario del 22 de enero, The Revival fueron derrotados en poco tiempo por Luke Gallows & Karl Anderson, comenzando un feudo con Gallows & Anderson. En el Kick-Off de Royal Rumble, derrotaron a Luke Gallows & Karl Anderson. Al día siguiente en Raw derrotaron a Heath Slater & Rhyno, la siguiente semana en Raw continuando el feudo contra Gallows & Anderson, fuero derrotados por Finn Balor & Karl Anderson y la siguiente semana en Raw, derrotaron a Luke Gallows & Karl Anderson, terminando el feudo. En Main Event transmitido el 22 de febrero derrotaron a Heath Slater & Rhyno, en el Raw del 5 de marzo, fueron derrotados por los Campeones en Parejas de Raw The Bar (Cesaro & Sheamus), resultando en The Revival atacando la siguiente semana a The Bar durante su combate contra The Miztourage (Bo Dallas & Curtis Axel), luego acudieron Balor Club (Karl Anderson & Luke Gallows), Titus Worldwide (Apollo Crews & Titus O'Neil), Heath Slater & Rhyno, provocando que más tarde esa noche se pactará una Tag Team Battle Royal Match por una oportunidad por los Campeonatos en Parejas de Raw de The Bar en WrestleMania 34, se enfrentaron a The Miztourage (Bo Dallas & Curtis Axel), Balor Club (Karl Anderson & Luke Gallows), Titus Worldwide (Apollo Crews & Titus O'Neil), Heath Slater & Rhyno en un Tag Team Battle Royal Match por una oportunidad a los Campeonatos en Parejas de Raw de The Bar(Cesaro & Sheamus) en WrestleMania 34, eliminando a Rhyno, sin embargo fueron eliminados por Axel & Dallas, ganando Braun Strowman a pesar de que no tenía compañero, la siguiente semana en Raw derrotaron a Titus WorldWide (Apollo Crews & Titus O'Neil) y en el Main Event transmitido el 26 de marzo volvieron a derrotar a Titus WorldWide (Apollo Crews & Titus O'Neil). En el Kick-Off de WrestleMania 34, ambos participaron en el André the Giant Memorial Battle Royal Match, eliminando a Apollo Crews, Shelton Benjamin y a Rhyno, sin embargo fueron eliminados por Bo Dallas & Curtis Axel. Al día siguiente en Raw, derrotaron a Luke Gallows & Karl Anderson en la 1.ª ronda del torneo por los vacantes Campeonatos en Parejas de Raw, pasando a semifinales, la siguiente semana enatacaron Raw fueron derrotados por "Woken" Matt Hardy & Bray Wyatt en las semifinales del torneo por los vacantes Campeonatos en Parejas de Raw, en el Main Event transmitido el 26 de abril, derrotaron a Heath Slater & Rhyno. En WWE Greatest Royal Rumble, ambos participaron en el Greatest Royal Rumble Match, con Dash Wilder entrando de posición #11, pero fue eliminado por Daniel Bryan y Hornswoggle, durando 1:26, y Scott Dawson entró de #17 siendo eliminando por Bobby Roode durando 11:44. En el Main Event transmitido el 3 de mayo, fueron derrotados por Breezango (Fandango & Tyler Breeze), en Raw del 7 de mayo, junto a Baron Corbin derrotaron a No Way Jose & Titus WorldWide(Apollo Crews & Titus O'Neil), la siguiente semana en Raw, fueron derrotados por Campeones en Parejas de Raw The Deleters Of Worlds ("Woken" Matt Hardy & Bray Wyatt) en un combate no titular. En el Raw del 4 de junio se enfrentaron a The B-Team(Bo Dallas & Curtis Axel), Breezango (Fandango & Tyler Breeze), The Ascension (Konnor & Viktor), Titus Worldwide(Apollo Crews & Titus O'Neil), Heath Slater & Rhyno, Dolph Ziggler & Drew McIntyre en un Tag Team Battle Royal Match por una oportunidad a los Campeonatos en Parejas de Raw de The Deleters Of Worlds ("Woken" Matt Hardy & Bray Wyatt) en Extreme Rules, eliminando a Titus WorldWide y a Breezango, sin embargo fueron elimanados por Slater & Rhyno. En el Raw 18 de junio retaron a un combate a Roman Reigns & Bobby Lashley, para ver si se podían llevar bien, combate el cual Dawson & Wilder ganaron, la siguiente semana en Raw derrotaron nuevamente a Bobby Lashley & Roman Reigns, la siguiente en Raw, fueron derrotados por Bobby Lashley & Roman Reigns ppr descalificación, terminando con el corto feudo. En Main Event transmitido el 19 de julio, junto a Mike Kanellis derrotaron a Chad Gable, Heath Slater & Rhyno. En Raw del 30 de junio, encararon a los Campeones en Parejas de Raw The B-Team(Bo Dallas & Curtis Axel) y a The Deleters Of Worlds ("Woken" Matt Hardy & Bray Wyatt), postulandose como siguientes contendientes a los Campeonatos en Parejas de Raw de The B-Team (Bo Dallas & Curtis Axel), sin embargo, comenzaron atacandose entre todos, después en esa misma noche, derrotaron a The Deleters Of Worlds ("Woken" Matt Hardy & Bray Wyatt), la siguiente semana en Raw, se enfrentaron a los Campeones en Parejas de Raw The B-Team (Bo Dallas & Curtis Axel) en un combate no titular, sin embargo terminó sin resultado debido a que ambos equipos fueron atacados por The Deleters Of Worlds ("Woken" Matt Hardy & Bray Wyatt) y la siguiente semana en Raw, se enfrentaron a The B-Team(Bo Dallas & Curtis Axel) y a The Deleters Of Worlds ("Woken" Matt Hardy & Bray Wyatt) en una Triple Threat Match por los Campeonatos en Parejas de Raw, sin embargo perdieron, más tarde se anunció que se enfrentarían a The B-Team (Bo Dallas & Curtis Axel) por los Campeonatos en Parejas de Raw en el Kick-Off de SummerSlam. En el Kick-Off de SummerSlam, se enfrentaron a The B-Team (Bo Dallas & Curtis Axel) por los Campeonatos en Parejas de Raw, sin embargo perdieron, al siguiente día en Raw, Dawson acompañado por Wilder derrotó al Campeón en Parejas de Raw Bo Dallas acompañado por Curtis Axel, después del combate se inició otro, donde Wilder derrotó al Campeón en Parejas de Raw Curtis Axel, la siguiente semana en Raw, derrotaron a los Campeones en Parejas de Raw The B-Team (Bo Dallas & Curtis Axel) en un combate no titular, ganando una oportunidad a los Campeonatos en Parejas de Raw de The B-Team (Bo Dallas & Curtis Axel) para la siguiente semana en Raw, sin embargo la siguiente semana en Raw, fueron atacados por Dolph Ziggler & Drew McIntyre, siendo incapaces de competir en su combate contra The B-Team (Bo Dallas & Curtis Axel) por los Campeonatos en Parejas de Raw, siendo reemplazados por Dolph Ziggler & Drew McIntyre. En Raw del 24 de septiembre, se enfrentaron a Dolph Ziggler & Drew McIntyre por los Campeonatos en Parejas de Raw, debido a que los atacaron y robandoles su oportunidad a los títulos, sin embargo perdieron, la siguiente semana en Raw, fueron derrotados por The B-Team (Bo Dallas & Curtis Axel), en Main Event transmitido el 11 de octubre, derrotaron a Heath Slater & Rhyno, la siguiente semana en Main Event transmitido el 17 de octubre, derrotaron a No Way Jose & Zack Ryder, la siguiente semana en el Main Event transmitido el 24 de octubre, fueron derrotados por Bobby Roode & Chad Gable, en Raw del 29 de octubre, fueron derrotados por Lucha House Party(Kalisto & Lince Dorado), la siguiente semana en el Main Event transmitido el 8 de noviembre, derrotaron a Bobby Roode & Chad Gable, la siguiente semana en Raw del 12 de noviembre, se enfrentaron a The B-Team (Bo Dallas & Curtis Axel), The Ascension (Konnor & Viktor), Lucha House Party (Kalisto, Gran Metalik & Lince Dorado), Heath Slater & Rhyno, Bobby Roode & Chad Gable en un Tag Team Battle Royal Match para determinar los capitanes del Team Raw en el Traditional Survivor Series Elimination Tag Team Match en Survivor Series, sin embargo terminó sin resultado debido a que Braun Strowman interrumpió el combate atacando a todos, el combate se realizó más tarde esa noche, enfrentándose a The B-Team (Bo Dallas & Curtis Axel), The Ascension(Konnor & Viktor), Lucha House Party (Kalisto, Gran Metalik & Lince Dorado), Heath Slater & Rhyno, Bobby Roode & Chad Gable en un Tag Team Battle Royal Match para determinar  los capitanes del Team Raw en el Traditional Survivor Series Elimination Tag Team Match en Survivor Series, eliminando a Slater & Rhyno, sin embargo fueron eliminados por Lucha House Party. En el Kick-Off de Survivor Series, junto a The B-Team (Bo Dallas & Curtis Axel), The Ascension(Konnor & Viktor), Lucha House Party (Kalisto, Gran Metalik & Lince Dorado), Heath Slater & Rhyno, Bobby Roode & Chad Gable formando el Team Raw se enfrentaron al   Team SmackDown Live (The Usos(Jey Uso & Jimmy Uso) (capitanes), The New Day(Big E & Xavier Woods), SAni†Y (Eric Young & Killian Dain), Luke Gallows & Karl Anderson & The Colóns (Epico Colón & Primo Colón) (con Kofi Kingston & Alexander Wolfe) en un Traditional Survivor Series Elimination Tag Team Match, eliminando a The Colons y a The New Day, pero fueron el último equipo eliminado por The Usos. Al día siguiente en Raw, fueron derrotados por Lucha House Party (Gran Metalik & Lince Dorado), comenzando un feudo contra ellos, la siguiente semana en Raw, fueron nuevamente derrotados por Lucha House Party (Kalisto, Gran Metalik & Lince Dorado) en una lucha House Party Rules Match y la siguiente semana en Raw, Scott Dawson acompañado de Dash Wilder fue derrotado por Lucha House Party(Kalisto, Gran Metalik & Lince Dorado) en un 3-On-1 Handicap Match, terminando el feudo, en el Raw del 17 de diciembre derrotaron a The B-Team (Bo Dallas & Curtis Axel), Authors Of Pain (Akam & Rezar)  Lucha House Party (Kalisto & Lince Dorado) en un Fatal-4 Way Tag Team Match ganando una oportunidad a los Campeonatos en Parejas de Raw de Bobby Roode & Chad Gable.
En  Clash of Champions, derrotaron a The New Day (Big E & Xavier Woods) y ganaron los Campeonatos en Parejas de SmackDown, convirtiéndose en el primer equipo proveniente de Raw en ganar títulos de SmackDown y ser también el primer equipo en haber ganado todos los títulos en parejas de la WWE(Raw, SmackDown y NXT), 2 días después en SmackDown Live!, junto a Randy Orton fueron derrotados por The New Day (Kofi Kingston, Big E & Xavier Woods), terminando así el feudo.

#### SmackDown (2019-2020)
En el SmackDown Draft fueron trasladados a SmackDown, en el SmackDown! del 18 de octubre, junto a Dolph Ziggler & Robert Roode fueron derrotados por The New Day (Big E & Xavier Woods) & Heavy Machinery (Tucker & Otis) en un 8-Man Tag Team Match. En Crown Jewel se enfrentaron a The O.C. (Luke Gallows & Karl Anderson), The Viking Raiders (Erik & Ivar), The New Day(Big E & Kofi Kingston), Heavy Machinery (Otis & Tucker), Lucha House Party (Lince Dorado & Gran Metalik) (con Kalisto), Curt Hawkins & Zack Ryder, Dolph Ziggler & Robert Roode y The B-Team (Curtis Axel & Bo Dallas) en un Tag Team Turmoil Match por la Copa Mundial de la WWE, entrando de #7, sin embargo fueron eliminados por The New Day, después del combate atacaron a The New Day, reiniciando el feudo contra The New Day, en el SmackDown! del 8 de noviembre, fueron derrotados por The New Day(Big E & Kofi Kingston) perdiendo los Campeonatos en Parejas de SmackDown, con un reinado de 51 días, la siguiente semana en SmackDown!, tuvieron su revancha enfrentándose a The New Day (Big E & Kofi Kingston) por los Campeonatos en Parejas de SmackDown, sin embargo terminó sin resultado debido al ataque de The Undisputed Era (Adam Cole, Bobby Fish, Kyle O'Reilly & Roderick Strong). En el Kick-Off de Survivor Series se enfrentaron a Street Profits (Angelo Dawkins & Montez Ford), Dolph Ziggler & Robert Roode, The Forgotten Sons (Steve Cutler & Wesley Blake) (con Jaxson Ryker), Lucha House Party (Gran Metalik & Lince Dorado), Curt Hawkins & Zack Ryder, Imperium (Fabian Aichner & Marcel Barthel) (con WALTER), Heavy Machinery (Otis & Tucker), Breezango (Fandango & Tyler Breeze), y The O.C. (Luke Gallows & Karl Anderson) en un Interbrand Tag Team Battle Royal Match, eliminando a Breezango, sin embargo fueron eliminados por The Street Profits. En SmackDowm del 6 de diciembre, derrotaron a Heavy Machinery (Otis & Tucker), Lucha House Party(Gran Metalik & Lince Dorado), Shorty G & Mustafa Ali en un Fatal-4 Way Match Elimination Tag Team Match ganando una oportunidad a los Campeonatos en Parejas de SmackDown! de The New Day(Big E & Kofi Kingston) en TLC: Tables, Ladders & Chairs, la siguiente semana en SmackDown, derrotaron a Shorty G & Mustafa Ali, luego se anunció que se enfrentarían a The New Day(Big E & Kofi Kingston) por los Campeonatos en Parejas de SmackDown en un Ladder Match en TLC: Tables, Ladders & Chairs. En TLC: Tables, Ladders & Chairs se enfrentaron a The New Day (Big E & Kofi Kingston) por los Campeonatos en Parejas de SmackDown en un Ladder Match, sin embargo perdieron, más tarde esa noche, junto a Dolph Ziggler atacaron a Roman Reigns durante su combate contra King Corbin en Tables, Ladder & Chairs Match, ayudando a Corbin a ganar. En el SmackDown posterior, fueron derrotados por Heavy Machinery (Otis & Tucker) en un Miracle on 34th Street Fight Match, después del combate dijeron que la división en Parejas era un completo chiste y que no son valorados.
Comenzando el 2020, en el SmackDown! 3 de enero, en backstage se burlaron de Shorty G por su estatura, pactándose un combate más tarde esa noche entre Dash Wilder contra Shorty G, combate que ganó Shorty G, en el SmackDown! del 17 de enero, fueron derrotados por The Usos (Jimmy & Jey), en el SmackDown! se enrfretaron a Heavy Machinery (Otis & Tucker), Lucha House Party (Gran Metalik & Lince Dorado), John Morrison & The Miz en un Fatal-4 Way Match Tag Team Match por una oportunidad a los Campeonatos en Parejas de SmackDown! de The New Day (Big E & Kofi Kingston) en Super ShowDown, sin embargo perdieron, siendo este su último combate en la WWE ya que desaparecerian de la televisión por los 2 meses siguientes y fueron liberados de sus contratos de la WWE el 10 de abril de 2020.

### Circuito Independiente
El equipo cambió su nombre a #FTR, Dash Wilder cambió su nombre a Cash Wheler y Scott Dawson cambió su nombre a Dax Harwood.

### All Elite Wrestling (2020)
En el episodio del 27 de mayo de 2020 de AEW Dynamite, Harwood y Wheeler hicieron su debut en All Elite Wrestling como FTR, salvando a The Young Bucks de un ataque de The Butcher & The Blade.

## En lucha
- Movimientos finales
  - Figure-four leglock (Dawson) seguido de un Diving stomp de (Wilder) en las rodillas del oponente.
  - Shatter Machine (2014-2020) / Goodnight Express (2020-presente) (Flapjack (Dawson) / Double knee facebreaker (Wilder) combinación)
  - The Mindbreaker (Aided piledriver)

- Mánager
  - Tully Blanchard

## Campeonatos y logros
- All Elite Wrestling

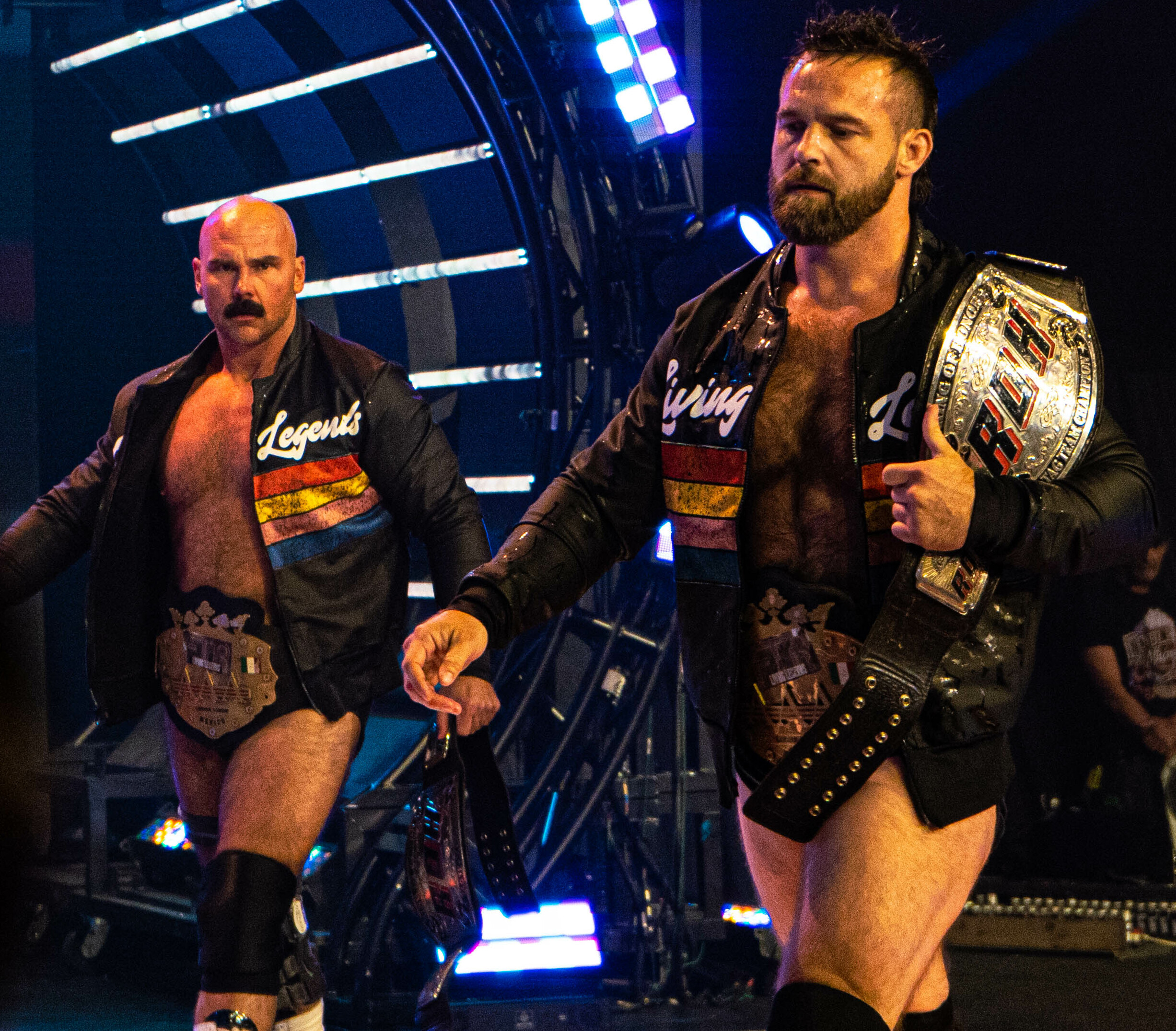
Scott Dawson (izquierda) y Dash Wilder (derecha), como Campeones Mundiales en Parejas de AAA & Campeones Mundiales en Pareja de ROH en 2022.

  - AEW World Tag Team Championship (2 veces)

- Lucha Libre AAA Worldwide
  - Campeonato Mundial en Parejas de AAA (1 vez)

- New Japan Pro-Wrestling
  - IWGP Tag Team Championship (1 vez)

- Ring of Honor
  - ROH World Tag Team Championship (1 vez)

- WWE
  - Raw Tag Team Championship (2 veces)
  - SmackDown Tag Team Championship (1 vez)
  - NXT Tag Team Championship (2 veces)
  - WWE 24/7 Championship (1 vez) - Dash y Dawson. Únicos Co-Campeones de un título individual reconocidos por WWE.
  - Tag Team Triple Crown Championship (Primeros)
  - NXT Year–End Award (2 veces)
    - Tag Team of the Year (2016)[4]
    - Match of the Year (2016) – vs. DIY (Johnny Gargano & Tommaso Ciampa) of the 2-out-of-3 falls match for the NXT Tag Team Championship of NXT TakeOver: Toronto[4]

- Pro Wrestling Illustrated
  - Situado en el N°1 en los PWI Tag Team 50 de 2020

- Wrestling Observer Newsletter
  - Lucha 5¼ estrellas (2020) vs. The Young Bucks (Matt Jackson & Nick Jackson) en Full Gear el 7 de noviembre
  - Lucha 5 estrellas (2022) vs. The Briscoes (Jay & Mark) en Supercard of Honor XV el 1 de abril
  - Lucha 5 estrellas (2022) vs. The Briscoes (Jay & Mark) en Death Before Dishonor el 23 de julio
  - Lucha 5 estrellas (2022) vs. Aussie Open (Kyle Fletcher & Mark Davis) en Royal Quest II - Day 1 el 1 de octubre
  - Lucha 5.5 estrellas (2022) vs. The Briscoes (Jay & Mark) en Final Battle el 10 de diciembre
  - Lucha 5¼ estrellas (2023) vs. Bullet Club Gold (Jay White & Juice Robinson) en Collision el 15 de julio